# Medici-család
A Medici-család (ejtsd: medicsi) Firenze fejedelmi családja volt 1434-től. 1531-től Firenze hercegi, 1569-től Toszkána nagyhercegi címét viselték.

## A család története
A Medici-(illetve teljes névalakkal de’ Medici-)család eredetileg firenzei bankárcsalád volt, amely a nagyrészt mezőgazdasággal foglalkozó Mugello tartományból származott. Az első említés a családról egy 1260-as dokumentumban esik. A család tagjai az ún. „néppárt” (popolani) élén harcoltak a nemesek ellen, s többször viselték Firenze első méltóságának, a gonfalonierének tisztét. Ilyen volt Averardo (1314), Salvestro (1378) és ennek unokája, Giovanni (1421), aki 1429-ben halt meg. Fia, Cosimo de’ Medici alapozta meg a Medici-család hatalmát Firenzében.

## A família
A firenzei városállam leghíresebb nemzetsége sikeres vállalkozásai révén – főként gyapjúüzleteknek köszönhetően – gazdagodott meg a 14. században, politikai befolyását a 15. században erősítette meg Itália több városában nyitott bankfiókjaival. A Mediciek közül többen is kiemelkedtek kiváló politikai tehetségük, illetve a tudományok és a művészetek pártfogása révén. Elsőként Cosimo, aki 1434-től harminc éven át, egészen haláláig volt a Firenzei Köztársaság feje, uralma alatt a város rohamléptekkel fejlődött. Lorenzo, il Magnifico, azaz a „Tündöklő” – Piero Medici, a „Köszvényes” fia – szintén világhírességeket támogató mecenatúrájáról vált ismertté. „Egy alkotmányos köztársaság jóindulatú zsarnoka” – írta róla a 16. század fordulóján élt Francesco Guicciardini történész. 
A Mediciek hercegsége I. Cosimo de’ Medici uralma alatt vált Toszkánai Nagyhercegséggé, 1569. augusztus 27-én. A nagyhatalmú nemzetség képviselői nem voltak mindenkivel jóindulatúak, alkalomadtán kíméletlenül üldözték, sőt megkínoztatták politikai ellenfeleiket. Az emiatt is összeesküvések, gyilkosságok sújtotta Medici-nemzetség 1737-ben a kicsapongó életű Gian Gastonéval halt ki, akinek utódául – két évvel korábban – Franciaország és Ausztria uralkodói Lotaringiai Ferenc Istvánt, Mária Terézia főhercegnő férjét jelölték ki.
- A család címere
- A Toszkánai Nagyhercegség címere (1569-től)

## Nevezetes tagjai
- Cosimo de’ Medici (Firenze, 1389 – Careggi, 1464)
- Piero de’ Medici, vagy Köszvényes Piero (1416–1469)
- Lorenzo de’ Medici, vagy Lorenzo il Magnifico (Firenze, 1449 – Careggi, 1492)
- Giuliano de’ Medici (Firenze, 1453 – Firenze, 1478)
- Giovanni di Lorenzo de’ Medici (Firenze, 1475 – Róma, 1521, a későbbi X. Leó pápa 1513–1521)
- Giulio de’ Medici (a későbbi VII. Kelemen pápa)
- II. Lorenzo de’ Medici (Firenze, 1492 – Firenze, 1519)
- Medici Katalin (Firenze, 1519 – Blois, 1589) francia királyné, II. Henrik király felesége
- Alessandro de’ Medici (1511–1537)
- Lorenzaccio de’ Medici vagy Lorenzino de’ Medici
- I. Cosimo de’ Medici (Firenze, 1519 – Villa di Castello, 1574)
- Medici Mária (Firenze, 1575 – Köln, 1642) francia királyné, IV. Henrik király felesége
- Ferdinando de’ Medici (1610–1670), az első „nemzetközi” meteorológiai mérőhálózat megalapítója
- Gian Gastone (Firenze, 1671 – Firenze, 1737) – az utolsó toszkánai nagyherceg, akinek halálával a nagyhercegség a Lotaringiai, majd a Habsburg–Lotaringiai-ház kezébe került.